# Karl Fazer

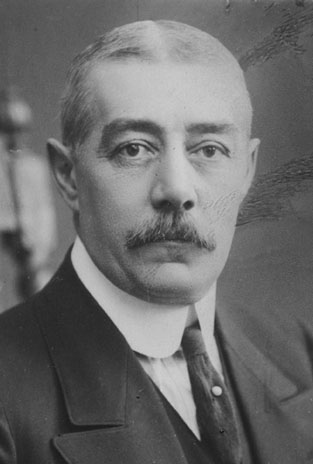
Karl Fazer

Karl Fazer, eigentlich Karl Otto Fazer (* 16. August 1866 in Helsinki; † 9. Oktober 1932 in Jokioinen) war ein finnischer Bäcker, Konditor, Chocolatier und Unternehmer für Schokolade und Süßwaren. Er ist Gründungsvater der heutigen Firma Oy Karl Fazer Ab und der Marke Fazer.

## Leben
Fazers Vater Eduard Peter Fazer (eigentlich Fatzer) war ein Schweizer Kürschner und nach Finnland ausgewandert.
Der junge Fazer erlernte das Bäcker- und Konditorenhandwerk in Berlin, Paris und Sankt Petersburg. Im Alter von 25 Jahren eröffnete er im Stadtzentrum von Helsinki ein „russisch-französisches Café mit Konditorei“. Sein eigentliches Interesse lag aber in der fabrikmäßigen Produktion von Schokolade, Konfekt und Pralinen. 1895 begann er mit der manuellen Fertigung von Süßwaren in den Hinterräumen des Cafés, drei Jahre später eröffnete er die erste Fabrik in einem anderen Gebäude. 1898 konnte er mit seinem Unternehmen ein größeres Fabrikgebäude beziehen.
In den folgenden Jahren expandierte das Unternehmen, 1908 wurde die Marke Fazer eingetragenes Warenzeichen. Gleichzeitig bezog Karl Fazer repräsentative Geschäftsräume für den Verkauf seiner Produkte. Zu dieser Zeit war Finnland noch autonomes Großfürstentum im Russischen Reich. Nach der finnischen Unabhängigkeit 1917 profitierte auch Fazer vom rasanten wirtschaftlichen Aufschwung des Landes. Unter anderem erwarb Fazer 1927 die in der Stadt Hanko gelegene Finnisch-Englische Kexfabrik und baute dadurch die Keksproduktion aus. Außer in Produktion und Vertrieb investierte Fazer auch in die gehobene Gastronomie: 1930 wurde in Helsinki in einem neuen Gebäude ein elegantes modernes Café mit Patisserie und Restauration eröffnet; Fazer-Cafés gibt es in Finnland bis heute.
Karl Fazer war nicht nur Geschäftsmann, sondern auch ein großer Naturfreund. Besonders interessiert war er an der Ornithologie. Er gründete ein Naturschutzgebiet für Vögel in den Åland-Inseln und führte den Fasan in die finnische Natur ein. Karl Fazer war auch ein begeisterter Jäger und Fischer. 1932 starb Karl Fazer in Jokioinen, wo er eine Jagdhütte besaß. Heute ist die Firma Fazer eine international agierende Gruppe in den Branchen Süßwaren, Bäckereien und Food Services.

## Olympiastart
Bei den Olympischen Spielen 1912 trat Fazer als Sportschütze in der Disziplin Trap an. Er belegte den 13. Platz in der Einzelwertung, mit der finnischen Mannschaft erreichte er den fünften Platz.

## Ehrungen
1991 wurde ihm zu Ehren in der Innenstadt von Helsinki Björn Weckströms Skulptur Fazers tupp (finnisch Fazerin kukko „Fazers Hahn“) aufgestellt.